# Gustavo Pizarro
Gustavo de Jesús Pizarro Delgado (* 25. April 1916; † 22. Dezember 1989) war ein chilenischer Fußballspieler. Der Stürmer absolvierte vier Länderspiele für Chile.

## Karriere

### Verein
Gustavo Pizarro spielte mindestens von 1938 bis 1939 und 1942 für den Badminton FC aus der Hauptstadt Santiago. Mit 17 Toren wurde Pizarro Torschützenkönig in der Saison 1938. Mehr ist über die Vereinskarriere Pizarros nicht bekannt.

### Nationalmannschaft
Gustavo Pizarro debütierte für die Nationalmannschaft unter Pedro Mazullo bei der 1:3-Niederlage gegen Gastgeber Peru während des Campeonato Sudamericano 1939. Bei der Südamerikameisterschaft kam er noch zu zwei weiteren Partien. Bei der 2:3-Niederlage gegen Uruguay und beim 4:1-Erfolg über Ecuador stand Pizarro jeweils in der Startelf. La Roja belegte insgesamt nach einem Sieg und drei Niederlagen den vierten Turnierplatz. Nach dem Turnier bestritt der Offensivakteur noch ein Freundschaftsspiel gegen Paraguay, das gleichzeitig das vierte und letzte Länderspiel für ihn war. Ein Tor gelang ihm nicht.

## Auszeichnungen
- Torschützenkönig der Primera División: 1938 (17 Tore)